# Guždelji
Guždelji (cyr. Гуждељи) – wieś w Bośni i Hercegowinie, w Republice Serbskiej, w gminie Rogatica. W 2013 roku liczyła 80 mieszkańców.